# Scandia (nederländsk tidskrift)
Scandia, maandblad voor scandinavische taal en letteren (nederländska, "Månadsblad för skandinaviskt språk och vitterhet"), var en nederländsk tidskrift, vilken utgavs i Groningen 1904 under redaktion av Margaretha Meijboom i Haag samt språkmannen professor Henri Logeman i Gent och dennes fru.
Anledningen till tidskriftens uppsättande uppgavs vara den, att man "länge känt, hurusom intresset för de skandinaviska länderna varit i tilltagande på alla håll" i Nederländerna och delvis i Belgien.  En mängd skandinaviska vitterhets- och vetenskapsidkare medverkade. 
Förutom artiklar rörande Skandinavien och recensioner av skandinavisk litteratur innehöll tidskriften bland annat stycken av skandinavisk text med motstående ordagrann nederländsk översättning. Från början av år 1905 utgavs tidskriften från Amsterdam och med utvidgat program under Meijbooms huvudredaktörskap och med titeln Scandinavië-Nederland, tijdschrift voor nederlandsche en scandinavische taal, letteren en kultuur. Med aprilhäftet 1906 nedlades hela företaget "tillsvidare".